# Laboratorium chemiczne AL
Laboratorium chemiczne AL (AL-2; AL-3; AL-4) – radzieckie armijne laboratorium wojskowe przeznaczone do rozpoznania bojowych środków trujących; używane między innymi w ludowym Wojsku Polskim.

## Laboratorium chemiczne AL-2
Armijne laboratorium chemiczne AL-2 na samochodzie stanowiło wyposażenie wojsk chemicznych ludowego Wojska Polskiego w początkowym okresie jego istnienia. Znajdowało się w strukturach organizacyjnych armijnych batalionów chemicznych. W okresie II wojny światowej WP dysponowało pięcioma tego typu laboratoriami.

## Laboratorium chemiczne AL-4
Laboratorium chemiczno-radiometryczne AL-4 było zamontowane na samochodzie ZIŁ-157K i ciągnionej przyczepie dwuosiowej ZPN-2. Laboratorium posiadało własny agregat prądotwórczy. Na wyposażenie oddziałów wojsk chemicznych Wojska Polskiego szczebla frontowego i armijnego weszło w 1968 roku i zastąpiło będące dotychczas w użyciu laboratorium chemiczne AL-3 i laboratorium radiometryczne RLU-2. Było przeznaczone do przeprowadzania badań próbek substancji promieniotwórczych i środków trujących oraz odkażalników i środków do dezaktywacji, mieszanek dymotwórczych i zapalających, materiałów wybuchowych, a także środków ochrony skóry. W skład laboratorium wchodził też polowy zestaw chromatograficzny PZCh-1.
Wyposażenie laboratorium zapewnia
- jakościowe i ilościowe oznaczanie środków trujących,
- analizę radiometryczną próbek wody, produktów żywnościowych i paszy,
- jakościowe oznaczanie trucizn,
- badanie fizykochemiczne próbek nieznanych środków trujących,
- oznaczanie odkażalników, środków do dezaktywacji, mieszanek dymotwórczych i zapalających oraz materiałów wybuchowych,
- przeprowadzanie analiz kontrolnych,
- przeprowadzanie kontroli mocy ochronnej środków ochrony skóry,
- przeprowadzanie technicznej analizy środków trujących.

Dane taktyczno-techniczne
- masa laboratorium – 11110 kg
  - masa pomieszczenia analitycznego – 7560 kg,
  - masa pomieszczenia przygotowawczego – 3550 kg,
- liczba wykonanych analiz – 500 do 1000,
- zużycie paliwa – 50 litrów/100 km,
- prędkość po szosach – 50 km/h,
- obsługa – dwóch inżynierów, dwóch techników i kierowca.